# Bogdan III.

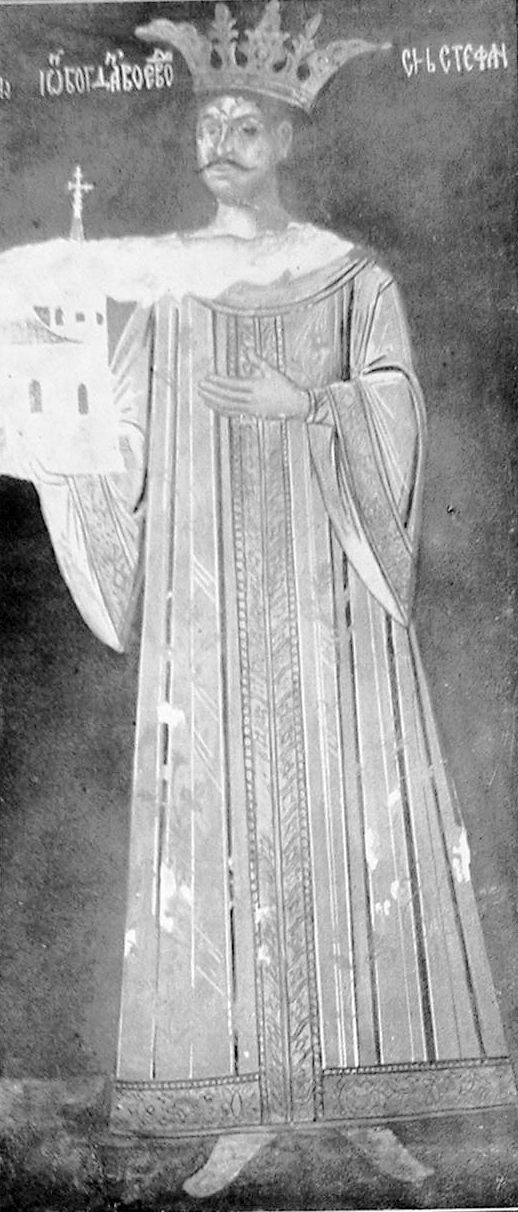
Bogdan III. in St. Nikolaus, Iași

Bogdan III. cel Orb și Grozav (* 16. Juni 1479 in Suceava; † 20. April 1517 in Huși) war zwischen 1504 und 1517 Woiwode des Fürstentums Moldau sowie der einzige überlebende legitime Sohn und seit 1497 Mitregent des Fürsten Ștefan cel Mare.

## Herkunft und Familie
Bogdan entspross der im Jahr 1478 geschlossenen Ehe Stefans des Großen mit Maria Voichița, der Tochter des walachischen Herrschers Radu cel Frumos, Enkelin von Vlad II. Dracul und Urenkelin des Mircea cel Bătrân. Er heiratete dreimal, zuerst eine Nastasia († 1512), sodann eine Stana († 1518) und schließlich Ruxandra, Tochter des Fürsten der Walachei Mihnea I. cel Rău. Kinder hatte er nur aus seinen illegitimen Verbindungen. Drei seiner Söhne wurden ebenfalls Fürsten der Moldau: Ștefăniță Vodă (Regierung von 1517 bis 1527), Alexandru Cornea (Regierung von 1540 bis 1541) und Alexandru Lăpușneanu.

## Biographie
Während der siegreichen Schlacht seines Vaters im Jahr 1497 gegen den Jagiellonenkönig Johann I. Albrecht im Codrul Cosminului (Wald von Cosmin, gelegen rund 100 km nördlich von Suceava im heutigen Rajon Hlyboka, Ukraine) verlor Bogdan wahrscheinlich sein rechtes Auge, deswegen sein Beiname „cel Orb“ (der Blinde). Der heute manchmal kursierende Begriff aus dem türkischen cel Chior für cel Orb war damals nicht bekannt.
Offiziell wird der Thronantritt des jungen Fürsten auf den 2. Juli 1504, den Todestag seines Vaters, datiert. Tatsächlich aber zwang der sterbenskranke Stefan die ihm nicht immer treu gewesenen moldauischen Bojaren bereits am 30. Juni, ihn zu seinem Nachfolger zu bestimmen. Er setzte die Politik seines Vaters, der stets die Aufrechterhaltung der Unabhängigkeit der Moldau verfolgt hatte, fort, obwohl er sich genötigt sah, sich von Anfang an mit einer Reihe durch Polen, Ungarn und das Osmanische Reich unterstützter Thronprätendenten auseinanderzusetzen, die durch deren Einsetzung erhofften, den moldauischen Staat ihren eigenen Interessen unterzuordnen.

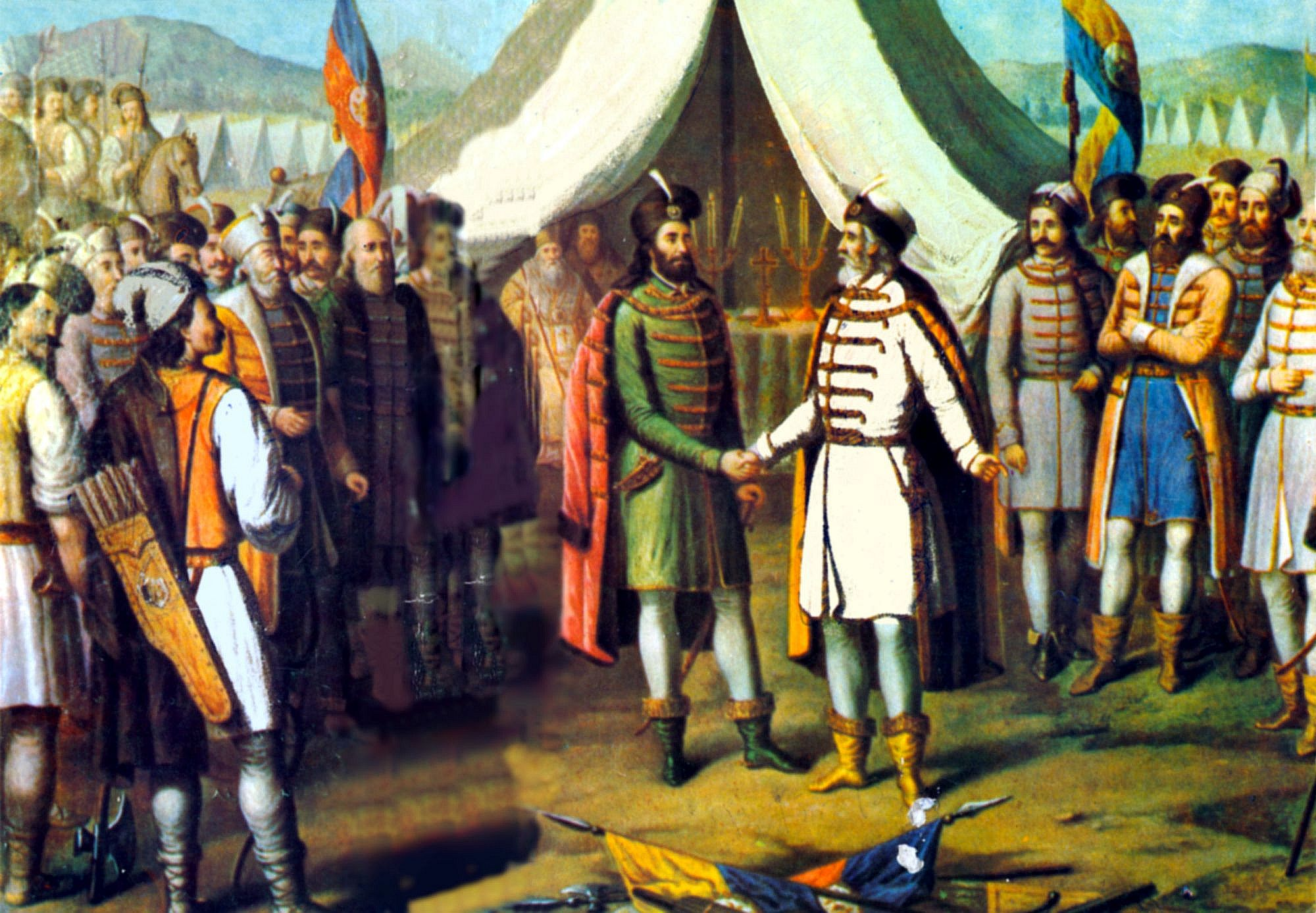
Versöhnung der Moldauer und Muntenier

Im ersten Teil seiner Regierung trug Bogdan III. ständig Kämpfe mit den Polen um die Herrschaft über Pokutien aus. Mit dem Ziel, eine Vereinbarung mit Polen einzugehen, versuchte er, eine eheliche Verbindung mit der königlichen Familie herzustellen und bat um die Hand Elizabeths, der Tochter des polnischen Souveräns Alexander. Zu diesem Zweck erklärte er sich im Jahr 1505 dazu bereit, die Polen vor den Tataren zu beschützen, den Katholizismus in der Moldau zu unterstützen und sogar formal auf Pokutien zu verzichten, das er allerdings als Mitgift nach der Heirat wiederzuerhalten hoffte. Ein offizieller Ehevertrag wurde am 16. März 1506 in Lublin geschlossen. Doch starb Alexander kurz darauf. Dessen Sohn und Nachfolger Sigismund I. verweigerte jedoch plötzlich die Heirat seiner Schwester. Er begründete das mit der Entstellung des Fürsten im Gesicht. Tatsächlich wurde Bogdan auch „cel Grozav“ genannt, so der Chronist Grigore Ureche, was hier mit „der Furchteinflößende“ zu übersetzen ist und sich vielleicht nicht nur auf seine Körpergröße und sein Auftreten während der Kämpfe bezog. Infolgedessen kam es zu einer Reihe von gegenseitigen Einfällen, bis die Moldauer am 4. Oktober 1509 in einem Gefecht am Dnjestr in der Nähe von Hotin unterlagen. Das blieb jedoch ohne große Folgen, vielmehr verzichtete Bogdan in einem Abkommen vom 17. Januar 1510 einerseits auf die Ehe mit Elisabeth und erhielt andererseits politisch-ökonomische Vorteile.

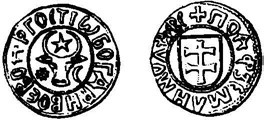
Silbermünzen Bogdan III.

Wegen der oben erwähnten versuchten Einflussnahme der drei Staaten, hier vor allem wegen des Konflikts um die Einfluss-Sphären zwischen Polen und dem Königreich Ungarn, wurden Spannungen zwischen den beiden rumänischen Fürstentümern aufgebaut. Einige moldauische Bojaren, die das Land zur Zeit Stefans im Zorn verlassen hatten, agitierten im Auftrag des polnischen Königs so lange, bis der walachische Woiwode Radu cel Mare im Jahr 1507 ein Heer mit einem Kronprätendenten namens Roman von Coşeşti an der Spitze in die Moldau einmarschieren ließ, um die Macht an sich zu reißen. Bogdan stoppte ihn nicht nur bei Putna, sondern griff seinerseits Râmnicu Sărat an, plünderte und brandschatzte es. Nur durch das Eingreifen des mit den beiden Kontrahenten verwandten Metropoliten Maxim der Walachei konnte, mit Hinweis auf deren Verwandtschaftsgrad und der Verwendung einer gemeinsamen Sprache, eine größere kriegerische Auseinandersetzung vermieden werden.

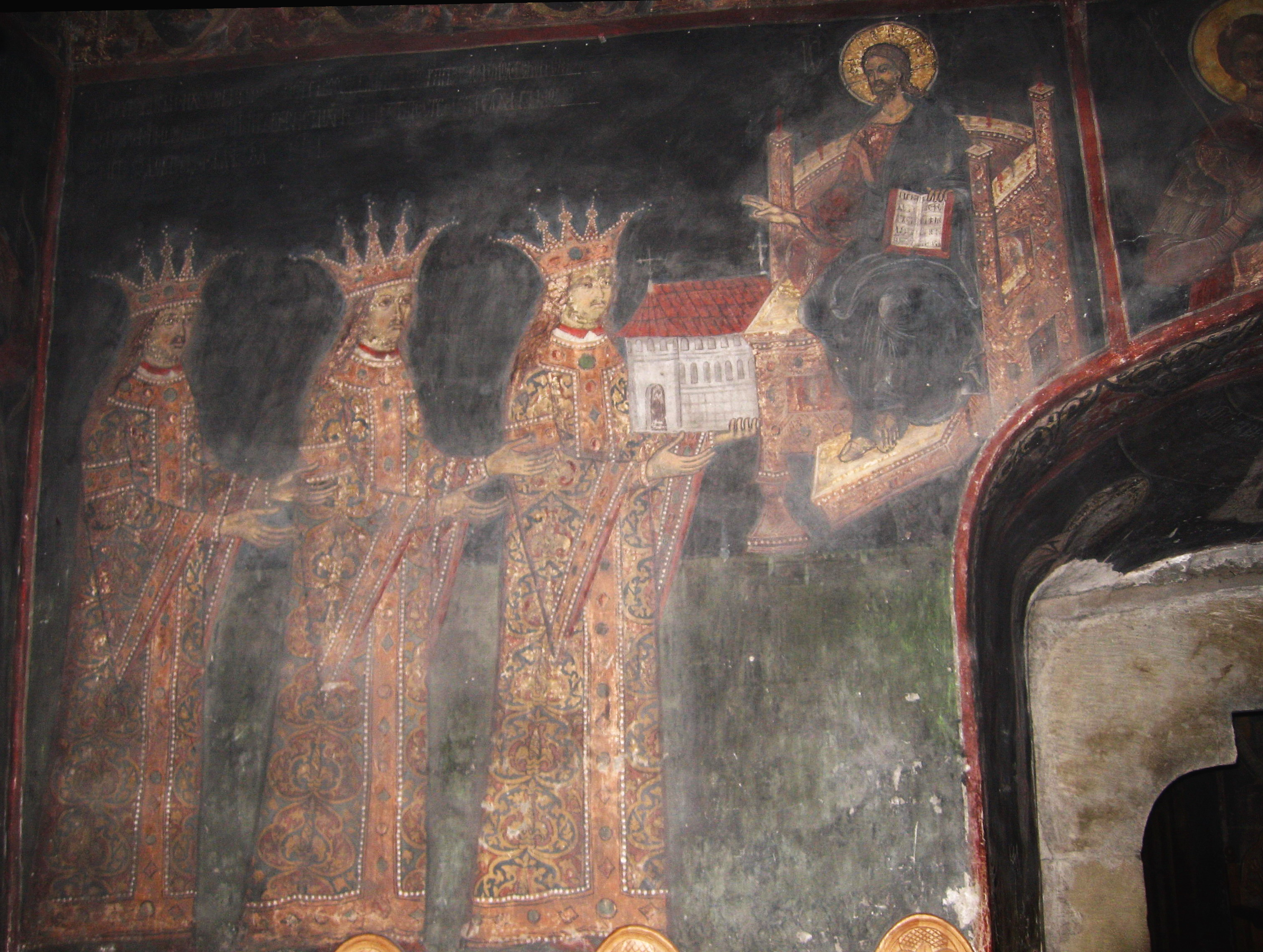
Stefan cel Mare, Bogdan III. und Petru Rareș, Kloster Dobrovăţ

Wenige Monate später fielen die Tataren in die Moldau ein und nahmen 74 000 Menschen zu Sklaven. Im November 1510 verhinderte zwar der Fürst eine neue Tatareninvasion, doch konnte er den verheerenden Angriff und die Besetzung weiter Teile des Landes im Jahr 1511 nicht verhindern. Doch im Mai 1512 gelang ihm auch mit Hilfe polnischer Truppen ein bedeutender Sieg über die Usurpatoren und deren Vertreibung. Dennoch schloss Bogdan, um sein Volk vor weiteren Übergriffen durch die Tataren zu schützen, im Jahr 1514 freiwillig einen Vertrag mit der Hohen Pforte. Der Großkanzler Ioan Tăutu bestätigte im Auftrag darin für das Fürstentum zwar die Anerkennung osmanischer Oberhoheit sowie die Zahlung eines jährlichen Tributes, allerdings bei gleichzeitiger Autonomie in allen Bereichen, unter anderem durfte der Fürst alle Anforderungen der Türken zum Abstellen von Soldaten für militärischen Expeditionen verweigern, auch durften die Osmanen das moldauische Territorium nicht ohne Erlaubnis passieren. Dafür galt der militärische Schutz des Osmanenreiches gegen jeglichen Angreifer.
Schließlich schloss er auch endgültig Frieden mit den Polen im Vertrag von Cameniţa (Kamieniec Podolski), am 22. Januar 1522. Bogdan, der auch eigene Münzen prägen ließ, wurde nach seinem plötzlichen, bis heute nicht geklärten Tod mit erst 38 Jahren in Huși im Kloster Putna beigesetzt.